# Bjursås landskommun
Bjursås landskommun var en kommun i dåvarande Kopparbergs län (nu Dalarnas län).

## Administrativ historik
Kommunen bildades 1863 i Bjursås socken i Dalarna. Kommunen påverkades inte av kommunreformen 1 januari 1952.
År 1971 uppgick kommunen i Falu kommun.

### Kyrklig tillhörighet
I kyrkligt hänseende tillhörde kommunen Bjursås församling.

## Kommunvapen
Blasonering: I rött fält en upprest bäver med blå beväring, därest dylik skall komma till användning, hållande en hammare i högra framfoten, allt i guld, och däröver en ginstam av guld belagd med en röd vävskyttel.
Vapnet fastställdes för kommunen år 1947.

## Geografi
Bjursås landskommun omfattade den 1 januari 1952 en areal av 167,33 km², varav 152,91 km² land.

### Tätorter i kommunen 1960
| Tätort  | Folkmängd |
| ------- | --------- |
| Bjursås | 1 093     |
| Sågmyra | 1 018     |

Tätortsgraden i kommunen var den 1 november 1960 60,5 procent.

## Politik

### Mandatfördelning i valen 1938-1966
| 14 | 3 | 2 | 4 | 2 |

| 25 |

| 14 | 11 |

| 24 |

| 2 | 11 | 12 |

| 25 |

|  | 18 | 6 | 9 |  |

| 32 |

|  | 17 | 7 | 8 | 2 |

| 32 |

|  | 15 | 10 | 7 | 2 |

| 30 | 5 |

|  | 17 | 9 | 5 | 3 |

| 30 | 5 |

| 2 | 11 | 15 | 5 | 2 |

| 30 | 5 |